# Qingchuan (métro de Nanning)
La gare de Qingchuan (chinois : 清川站 / pinyin : Qīngchuān zhàn / zhuang : Camh Cinghconh) est une station de métro de la ligne 1 du métro de Nanning. Ouverte le 28 décembre 2016, la station comprend cinq entrées et une seule plateforme.

## Situation ferroviaire
La station et ses entrées sont situées de part et d'autre du carrefour des rues Xincun Dadao et Daxuedong Lu. La station est la cinquième sur la ligne 1 à partir de l'ouest.

## Histoire
La construction de la station débute le 22 novembre 2012. La portion ouest de la ligne, comprenant Qingchuan, passe les tests d'approbation en novembre 2016, et est finalement ouverte le 28 décembre 2016,,.

## Service des voyageurs

### Horaires
La station est ouverte de 6h30 à 22h30 et la fréquence des passages est de 6 minutes et 30 secondes pendant les heures de pointe (7h30 à 9h00 et de 17h30 à 19h30) et de 7 minutes durant le reste de la journée. Originellement, la station était prévue ouvrir de 6h30 à 22h00 et les passages de 7 à 8 minutes, avant des modifications apportées par le bureau des transports le 28 juin 2017. Le premier train partant de Shibu arrive à Qingchuan à 6h35 et le dernier arrive à 22h42. Le premier partant de la gare de Nanning-est arrive à 6h56 et le dernier à 22h11.

### Entrées et sorties
La station est accessible par cinq entrées différentes, de part et d'autre des rues Daxuedong Lu et Xincun Dadao. La sortie C2 comprend un ascenseur pour les personnes handicapées.
| Numéro                                         | Destinations proches |
| ---------------------------------------------- | --- |
| Sortie A                                       | Daxuedong Lu (大学东路), Qingchuan Dadao (清川大道), Académie des sciences agricoles du Guangxi, Institut de la recherche sur la canne à sucre du Guangxi, Quartier Keyuan |
| Sortie B                                       | Fenghua Lu (枫华路), École technique des télécommunications du Guangxi, École de techniques bancaires du Guangxi                                                           |
| Sortie C1                                      | Chenxi Lu (陈西路), Hôpital dermatologique du Guangxi, École de l'industrie textile du Guangxi                                                                             |
| Sortie C2                                      | Daxuedong Lu, Chenxi Lu, Centre communautaire des femmes et des enfants de Nanning                                                                                         |
| Sortie D                                       | Qingchuan Dadao, Centre de recherche sur la machinerie agricole du Guangxi, Centre médical universitaire de l'université médicale du Guangxi No. 1 (Aile ouest)            |
| Légende： Ascenseur pour personnes handicapées | |

### Desserte et structure
La station comprend une seule plateforme et aucun quai latéral,.
| Niveau 0   | Entrées et sorties                                           | Entrées et sorties                                         |
| Sous-sol 1 | Salle d'accueil                                              | Service à la clientèle, boutiques et guichet libre-service |
| Sous-sol 2 |                                                              | Ligne 1 Voie 1 : En direction de Shibu                     |
| Sous-sol 2 | Quai central                                                 |                                                            |
| Sous-sol 2 | Ligne 1 Voie 2 : En direction de la Gare de Nanning-est (zh) |                                                            |